# Jardin botanique de Gondremer

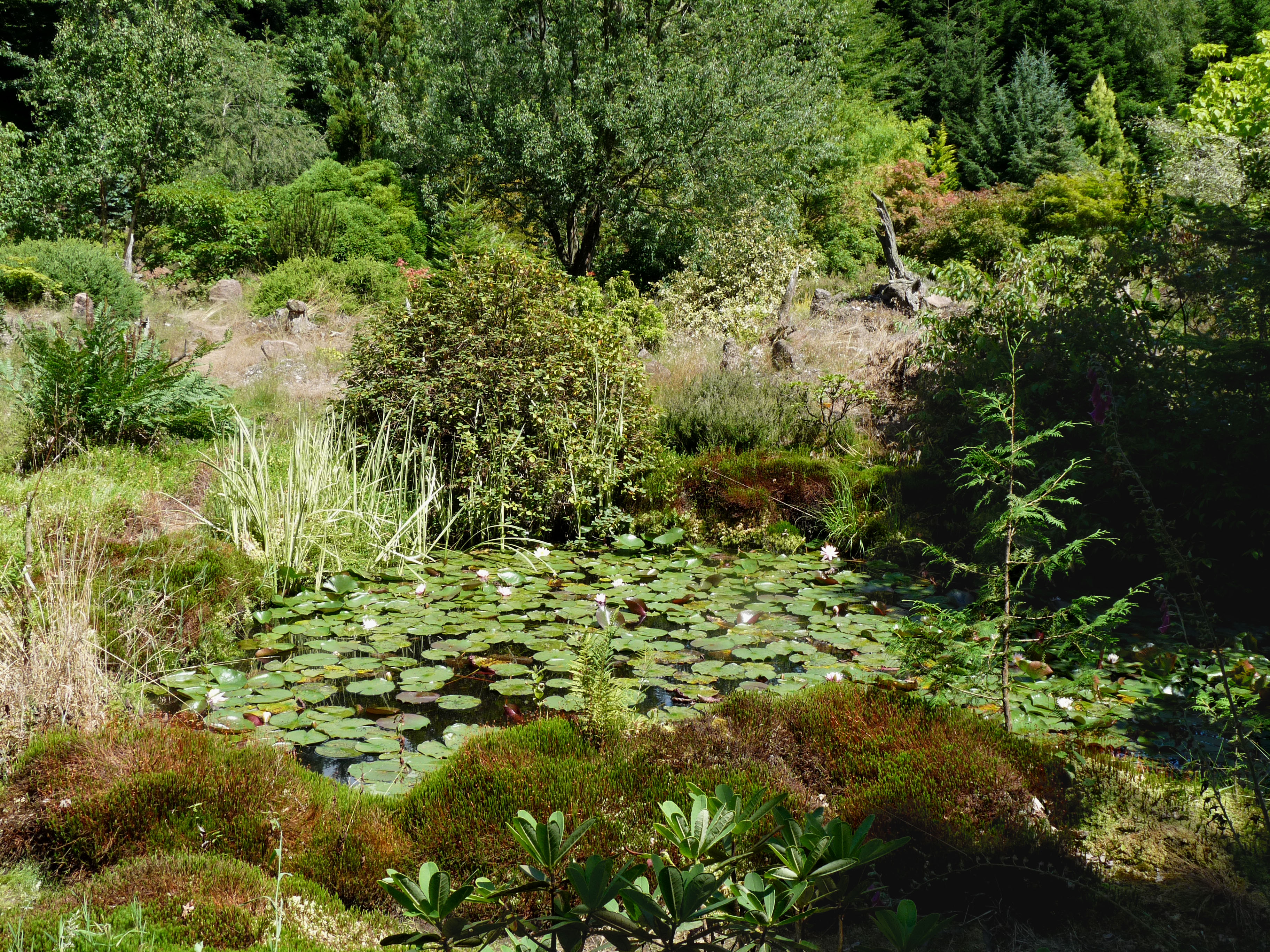
Nénuphars au printemps

Le Jardin botanique de Gondremer est un jardin privé remarquable des Vosges, situé dans la commune d'Autrey, près de Rambervillers.
Il possède plus de 4000 plantes et se visite sur rendez-vous ou durant certaines périodes d'ouverture définies dans l'année.
Ses collections de rhododendrons botaniques, kalmia, éricacées de tourbières, Acer palmatum et japonicum sont classées Collections Nationales par le CCVS (Comité des Collections Végétales Spécialisées).
Les autres collections remarquables qu'il abrite sont celles des conifères, hydrangeas, magnolias, prunus, hémérocalles, hosta et nympheas.

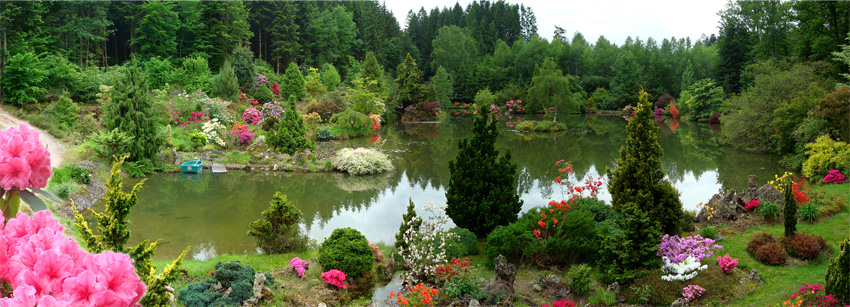
Jardin botanique de Gondremer